# 조지아 공군

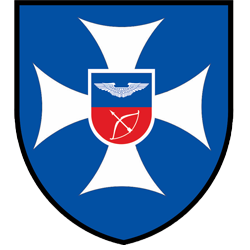

조지아 공군(Georgian Air Force) 또는 국방 세력의 항공 및 항공 방어 사령부(조지아 : თავდაცვის ძალების ძალების ავიაციისა ავიაციისა და საჰაერო თავდაცვის თავდაცვის სარდლობა)는 조지아 방위군의 공군이다. 1992년에 조지아군의 일부로 창설되었고 2010년에 육군 항공과에 합병되었다. 조지아 군대 개혁의 일환으로 공군은 2016년에 국방군의 별도 사령부로 재창설되었다.